# Куруа, Фазылбей Магович
Фазылбей Магович Куруа (9 апреля 1938, Звандрипш, Абхазская АССР — 1 февраля 2013, Сухум, Абхазия) — советский абхазский танцовщик и хореограф, главный балетмейстер Ансамбля песни и танца Абхазии в 1969—1975 годах, народный артист Абхазии (2010).

## Биография
Родился в 1939 году в селе Звандрипш Гудаутского района. Будучи учеником второго класса средней школы, стал участником школьного ансамбля песни и танца, выделяясь среди сверстников темпераментом и пластикой. Почти сразу же, в 1948 году, был приглашён в ансамбль под руководством народного артиста Абхазии Алексея Чичба (в тот период — один из лучших самодеятельных коллективов Абхазии). В 1960 году поступил на хореографическое отделение Сухумского культпросветучилища, а в 1961 году молодому танцору было присвоено звание заслуженного артиста Абхазии.
В 1969—1975 годах был главным балетмейстером Государственного ансамбля народной песни и танца Абхазии, где поставил ряд танцевальных номеров, среди которых «Танец с кинжалами» и «Свадебный танец».
Скончался 1 февраля 2013 года в Сухуме.

## Награды и звания
- 1961 — заслуженный артист Абхазской АССР[2]
- 24 ноября 2010 — народный артист Абхазии[3]
- орден «Честь и слава» III степени